# Freie Universität (Thielplatz)
Freie Universität (Thielplatz) – stacja metra w Berlinie, w dzielnicy Dahlem, w okręgu administracyjnym Steglitz-Zehlendorf na linii U3. Stacja została otwarta w 1913.